# Basto
Basto, pseudonimo di Jef Martens (Hoogstraten, 16 dicembre 1974), è un disc jockey belga.
A volte è noto anche come Basto! e utilizza altri pseudonimi: Bitch Boys, Candyman, Dirty Bunch, DJ Basik, Jin Sonic, Kings of Porn e Lazy Jay.

## Biografia
Ha iniziato a fare il DJ nel 2005, trovando il successo locale in Belgio e nei Paesi Bassi con Rock With You (2005) e successivamente una collaborazione con Peter Luts in On My Own (2008).
Arrivato alla ribalta per il grande pubblico col singolo Gregory's Theme (2011). La canzone è stata scritta originariamente come un omaggio a Hugh Laurie, personaggio televisivo della serie tv Gregory House, divenuto un successo e apprezzato da tutti gli addetti ai lavori tra i quali il celebre Pete Tong.
Ottiene il successo mondiale e la consacrazione con la hit Again and Again. Il brano ha raggiunto la quarta posizione nella classifica del sito di musica elettronica Beatport, restando nella top 10 per oltre un mese e si classifica nelle prime posizioni delle maggiori emittenti radiofoniche di tutto il mondo mentre il video ha superato un milione di visite su YouTube in meno di 8 settimane.
Prende parte all'edizione 2011 di Tomorrowland.
Realizza remix per artisti famosi, tra cui Kylie Minogue, Moby e Sander van Doorn. Il suo lavoro più noto di recente è il singolo 212, in cui è accreditato come Lazy Jay. In collaborazione con will.i.am e Britney Spears è stato coproduttore nel 2013 del brano Scream & Shout.

## Discografia

### Singoli
- 2005 - Rock With You
- 2007 - Another Place (Prom* & Basto!)
- 2008 - Kiss Yourself (Basto! & I-Fan)
- 2008 - On My Own (with Peter Luts)
- 2008 - Savior (Basto! feat. I-Fan)
- 2008 - Out There (John Dahlbäck & Basto!)
- 2009 - Wait for Me (Ceeryl & Phunk & Basto!)
- 2010 - When Love Calls (Nicky Romero & Basto!)
- 2010 - Your Fire
- 2010 - Spacecake
- 2011 - Gregory's Theme
- 2011 - Again and Again
- 2011 - Cloudbreaker (Yves V & Basto)
- 2012 - I Rave You
- 2012 - I Rave You (Give It to Me)
- 2012 - BONNY
- 2012 - Stormchaser
- 2013 - Dance With Me
- 2014 - Keep On Rocking
- 2014 - Electric Stars (feat. Maruja Retana)
- 2014 - Zurna
- 2015 - Hold You

### Unreleased
- 2015: Waking Up The Sun (feat. Kerli)
- 2015: Hopeless Dreamer (feat. Polina)
- 2015: Rabbit Rave
- 2015: Home

### Remixes
- 2010: AnnaGrace – Love Keeps Calling (Basto Remix)
- 2011: Lasgo – Hold Me Now (Basto Remix)
- 2011: Sander van Doorn – Love Is Darkness (feat. Carol Lee) (Basto Remix)
- 2011: Ian Van Dahl – Just A Girl (Basto Remix)
- 2011: Kylie Minogue – Put Your Hands Up (Basto Remix)
- 2011: Moby – The Day (Basto Remix)
- 2011: Adrian Lux – Alive (feat. The Good Natured) (Basto Remix)
- 2012: Basto & Yves V - Cloudbreaker (Basto Remix)
- 2012: The Wanted – Warzone (Basto Remix)
- 2012: Chic Flowerz – Gypsy Woman (Basto Remix)
- 2012: Starkillers & Nadia Ali – Keep It Coming (Basto Remix)
- 2012: Flo Rida – Wild Ones (feat. Sia) (Basto Remix)
- 2013: Keane – Bend and Break (Basto Remix)
- 2016: Cleo - Zabiorę Nas (Basto remix)

### Album/EP
- 2013: Live Tonight